# Syrphus turbidus
Syrphus turbidus är en tvåvingeart som beskrevs av Walker 1871. Syrphus turbidus ingår i släktet solblomflugor, och familjen blomflugor.
Artens utbredningsområde är Egypten. Inga underarter finns listade i Catalogue of Life.